# Forest of Dean District
Forest of Dean ist ein District in der Grafschaft Gloucestershire in England, der nach dem gleichnamigen Waldgebiet benannt ist. Verwaltungssitz ist Coleford; weitere Orte sind etwa Awre, Cinderford, Huntley, Mitcheldean, Newent und Tidenham.
Der Bezirk wurde am 1. April 1974 gebildet und entstand aus der Fusion der Rural Districts East Dean, Lydney, Newent und West Dean sowie eines Teils des Rural District Gloucester.
Koordinaten: 51° 47′ N, 2° 33′ W